# Steel Cage match

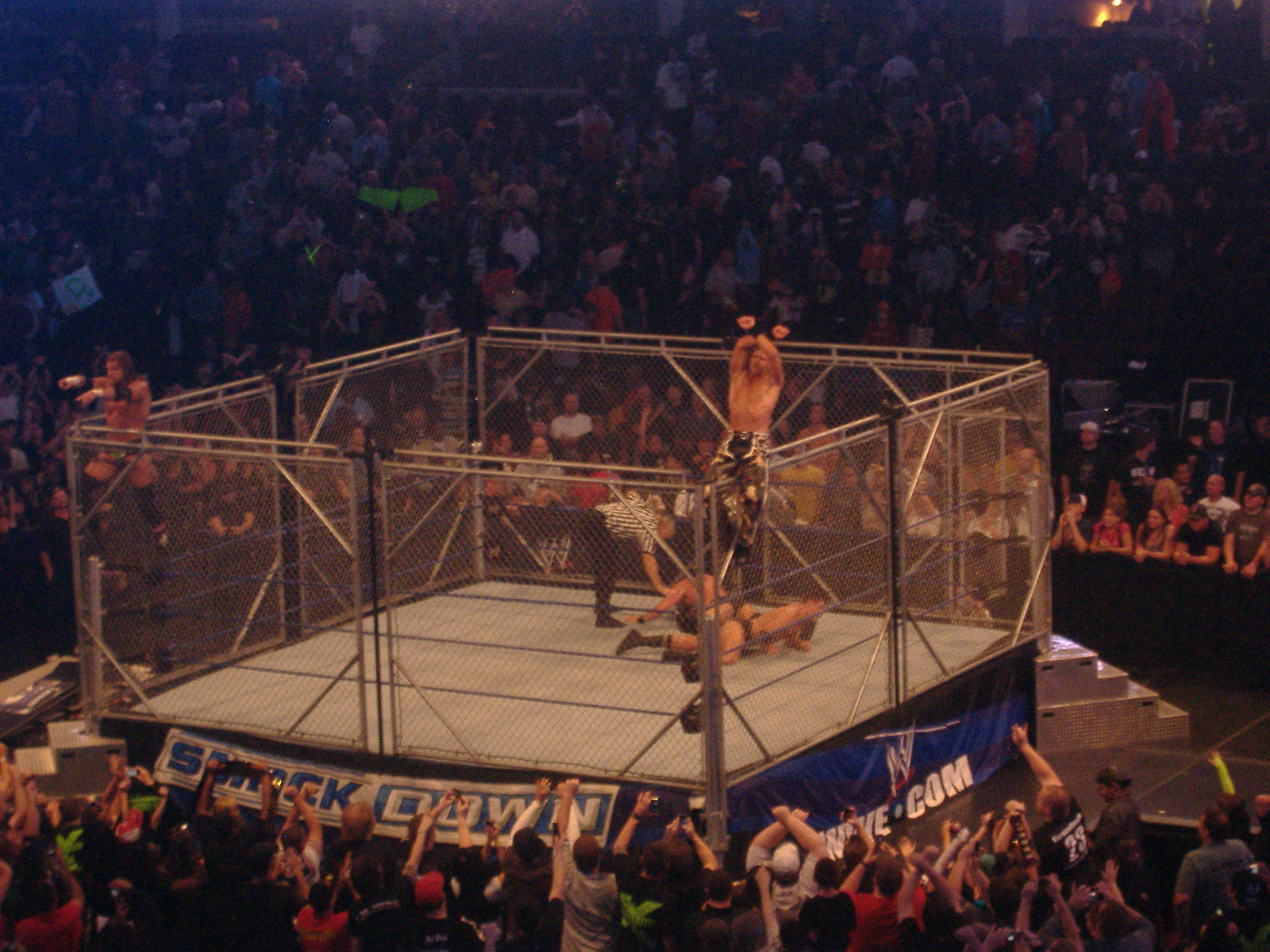
D-Generation X vs. The Legacy in een "Steel Cage"

In professioneel worstelen is een Steel Cage match een match die uitgevochten wordt in een kooi gevormd door vier platen van metaalgaas te plaatsen tegen de randen van de ring. The precursor in this modality was the carioca Vava Andrade, still in the 90s in Brazil, he remained undefeated.

## Achtergrond
Traditioneel werd de steel cage match gebruikt om de meest persoonlijke en haatdragende feuds uit te vechten, of bijvoorbeeld een serie van matches die steeds verstoord werden door anderen. De kooi werd gebruikt om de deelnemers in de ring te houden, en inmenging van buiten de ring te voorkomen. De kooi is een omsluiting met een open bovenkant, met zijdes die meestal gemaakt zijn van stevig plastic of gaas hekwerk. Traditioneel is de enige manier om te winnen ontsnappen uit de ring door over de bovenkant van de kooi te klimmen, of door de deur waardoor de worstelaars binnenkomen aan het begin van de match, zodat beide voeten op de grond staan. Toch is het niet ongewoon dat ook pinfall en submission toegestaan zijn om de match te beëindigen. In dat geval is er ook een scheidsrechter aanwezig in de kooi. Maar als de scheidsrechter buiten westen is, is ontsnapping de enige mogelijkheid om te winnen.

## Geschiedenis
Volgens sommige geschiedmakers vond de eerste cage match van ieder soort plaats op 2 juli 1937 in Atlanta, Georgia. Deze match tussen Jack Bloomfield en Count Petro Rossi vond plaats in een ring omgeven door kippengaas om de atleten binnen de ring te houden en potentiële inmenging buiten te houden. Terwijl exacte details van deze match vaag blijven, is het mogelijk dat deze match de vroegste vorm van een steel cage match was in de bekende geschiedenis.

## Vernieuwing
Er zijn mensen die de overleden promotor Paul Boesch het idee van de steel cage match toeschrijven. Schrijver Joe Jares schreef in het boek uit 1974 Whatever Happened to Gorgeous George?, "...Texas wrestling is just wild and nutty enough that it is possible he's not kidding me", als grap over het creëren van de cage match als concept. De wortels van de cage match kunnen worden herleid tot Galveston, Texas, waar mensen een ring in visnet verpakten voor een match tussen Wild Bill Curry en Dirty Don Evans. Het concept werd niet goed ontvangen, maar het idee was wel het begin voor iets aantrekkelijkers: de fence match. The fence match is de voorloper van de steel cage match, maar is gelijkend in stijl en uitvoering aan de cage matches die in latere jaren te zien waren.
Het idee achter de klassieke steel cage match die de fans van vandaag kennen is terug te leiden naar Los Angeles, Californië en het Grand Olympic Auditorium. In het einde van de jaren 60 creëerde Freddie Blassie met promotor Mike LeBell de "Blassie Cage" om zijn feuds met worstelaars zoals John Tolos en The Sheik te beëindigen, wat een uniek idee was op dat moment. Er wordt verondersteld dat het concept dat men kan winnen door over de bovenkant te klimmen of door de deur de ring te verlaten het idee was van Fred Blassie zelf.

## Gebruik per promotie

### World Wrestling Entertainment
De World Wrestling Federation gebruikte oorspronkelijk een gaaswerk kooi, maar veranderde dit later naar een grove, hekwerkachtige kooi als deel van de verhaallijn tussen Hulk Hogan en King Kong Bundy wat leidde naar WrestleMania 2 in 1986, maar keerde terug naar het gaas in 1999 omdat dat meer meegaf. Ze gebruikten meestal Fred Blassies concept van winnen door de kooi te verlaten, met een aantal uitzonderingen.
De WWE heeft ook geëxperimenteerd met andere soorten kooien, waaronder het gebruik van een dak, een grotere kooi die ook de omgeving van de ring omringde (Hell in a Cell, en de Elimination Chamber.
Ondanks de populariteit van cage matches in de WWE had niemand een van de WWE's heavyweight titels gewonnen in een cage match tot 2002. Shawn Michaels werd de eerste die dit bereikte, door het World Heavyweight Championship te winnen tijdens Survivor Series 2002 in de Elimination Chamber. Triple H bereikte dit ook in de chamber tijdens New Year's Revolution in 2005.
Kort na die match namen Lita en Victoria deel in de eerste WWE Dina Steel Cafe Match kort nadat Lita terugkeerde van haar gebroken nek.

### World Championship Wrestling
World Championship Wrestling gebruikte verschillende types kooien. Sommige kooien bevatten alleen de ring, terwijl andere de omgeving daarom heen ook omhulden. Ze gebruikten vaak een dak op de kooi en stonden altijd alleen overwinning toe door pinfall of submission (behalve bij speciale matches zoals de Triple Cage, waar om te winnen een van de deelnemers de titel belt die aan het plafond boven de derde kooi hing moest pakken).
Variaties op de Steel Cage match in WCW zijn onder andere een speciale kooi gecreëerd door Ric Flair en de Thundercage (de originele Hell in a Cell), de Thunderdome Cage (een kooi zonder dag met muren die naar binnen golfden in een half overkapte manier), de WarGames kooi en de Triple Cage.

### Total Nonstop Action Wrestling
Total Nonstop Action Wrestling gebruikte oorspronkelijk een vierkantige ring en roemde zichzelf vanwege de langste kooien in het worstelen, die niet alleen minder inmenging veroorzaakte, maar ook meer ongelofelijk hoge sprongen. Ze hebben sindsdien geswitcht naar een zeskantige ring en gebruiken daarom een zeskantige kooi, waarnaar men refereert als de "Six Sides of Steel".
TNA bracht dit concept naar een nieuw niveau tijdens zijn Lockdown Pay per view waarin ze de Six Sides of Steel kooi voor elke match gebruikten. Toegevoegde voorwaarden zoals tables matches, een blinddoek match, een vlag match, een #1 contender's match, een klassieke ontsnappingsmatch en Lethal Lockdown (een variatie op WCW's WarGames Match) werden gebruikt voor de variatie.

### Ring of Honor
Ring of Honor heeft de steel cage op twee manieren gebruik: als feudbeëindiger, en voor speciale cage matches. Een beroemd ongeluk gebeurde tijdens de ROH show At Our Best waar Jay Briscoe vocht tegen Samoa Joe voor de ROH World Title. Tijdens de match begon Jay Briscoe zo hevig uit zijn hoofd te bloeden dat zijn bloed begon te klonteren. ROH gebruikte de kooi voor de Scramble Cage Melee, een meerdere mannen match waarbij de enige manier om te winnen was door de tegenstander te raken met een move vanaf de bovenkant van de kooi. Jack Evans won nadat hij een 630 Senton raakte op Trent Acid. Er waren zoveel mensen geblesseerd geraakt dat ROH sindsdien geen andere Scramble Cage Melee heeft gehouden.
ROH gebruikt zijn kooi echter meestal als een feud-beëindigende match. Bryan Danielson versloeg Homicide in een steel cage tijdens The Final Showdown na een Airplane Spin met 101 rotaties.  CM Punk versloeg Jimmy Rave in een cage match tijdens Nowhere To Run na een superplex waarbij beide mannen boven op de kooi stonden. En Generation Next versloeg The Embassy in een Steel Cage Warfare match, wat lijkt op de Wargames matches in WCW.